# Schizolaena cauliflora
Schizolaena cauliflora är en tvåhjärtbladig växtart som beskrevs av Thou.. Schizolaena cauliflora ingår i släktet Schizolaena och familjen Sarcolaenaceae. Inga underarter finns listade i Catalogue of Life.